# Superficie di Enneper

Superficie Enneper

In matematica, nel campo della geometria differenziale e in geometria algebrica, la superficie di Enneper è una superficie che può essere descritta in forma parametrica da:
{\displaystyle x=u(1-u^{2}/3+v^{2})/3,\ }
{\displaystyle y=-v(1-v^{2}/3+u^{2})/3,\ }
{\displaystyle z=(u^{2}-v^{2})/3.\ }
È stata introdotta da Alfred Enneper in connessione con la Teoria delle superfici minime.
I metodi di implicitizzazione della geometria algebrica possono essere utilizzati per dimostrare che i punti appartenenti alla superficie di Enneper soddisfano la seguente equazione polinomiale di nono grado
{\displaystyle 64z^{9}-128z^{7}+64z^{5}-702x^{2}y^{2}z^{3}-18x^{2}y^{2}z+144(y^{2}z^{6}-x^{2}z^{6})\ }
{\displaystyle {}+162(y^{4}z^{2}-x^{4}z^{2})+27(y^{6}-x^{6})+9(x^{4}z+y^{4}z)+48(x^{2}z^{3}+y^{2}z^{3})\ }{\displaystyle {}-432(x^{2}z^{5}+y^{2}z^{5})+81(x^{4}y^{2}-x^{2}y^{4})+240(y^{2}z^{4}-x^{2}z^{4})-135(x^{4}z^{3}+y^{4}z^{3})=0.\ }
Dualmente, il piano tangente nel punto con parametri dati è {\displaystyle a+bx+cy+dz=0,\ } dove:
{\displaystyle a=-(u^{2}-v^{2})(1+u^{2}/3+v^{2}/3),\ }
{\displaystyle b=6u,\ }
{\displaystyle c=6v,\ }
{\displaystyle d=-3(1-u^{2}-v^{2}).\ }
I suoi coefficienti soddisfano l'equazione polinomiale implicita di 6º grado:
{\displaystyle 162a^{2}b^{2}c^{2}+6b^{2}c^{2}d^{2}-4(b^{6}+c^{6})+54(ab^{4}d-ac^{4}d)+81(a^{2}b^{4}+a^{2}c^{4})\ }
{\displaystyle {}+4(b^{4}c^{2}+b^{2}c^{4})-3(b^{4}d^{2}+c^{4}d^{2})+36(ab^{2}d^{3}-ac^{2}d^{3})=0.\ }
Lo jacobiano, la Curvatura gaussiana e la Curvatura media sono date da:
{\displaystyle J=(1+u^{2}+v^{2})^{4}/81,\ }
{\displaystyle K=-(4/9)/J,\ }
{\displaystyle H=0.\ } La curvatura totale è {\displaystyle -4\pi }. Osserman dimostrò che una superficie minima completa in {\displaystyle \mathbb {R} ^{3}} con curvatura totale {\displaystyle -4\pi } è una catenoide oppure una superficie di Enneper.  Un'altra proprietà è che tutte le superfici di Bézier bicubiche minimali sono, a meno di trasformazioni affini, pezzi della superficie di Enneper.  Usando la parametrizzazione di Weierstrass-Enneper  {\displaystyle f(z)=1,g(z)=z^{k}}, per un intero {\displaystyle k>1}, si può generalizzare la superficie di Enneper ad ordini maggiori di simmetrie rotazionali. Inoltre, si può generalizzare la superficie in dimensioni maggiori. Si è dimostrata l'esistenza di superfici di Enneper in {\displaystyle \mathbb {R} ^{n}} per {\displaystyle n\leq 7}.

## Codice Octave
È possibile avere un'immagine con Octave:
```
function
 
enneper

  
u
 
=
 
linspace
(
-
10
,
10
,
30
);
 
% divide l'intervallo

  
v
 
=
 
linspace
(
-
10
,
10
,
30
);

  
[
U
,
V
]
 
=
 
meshgrid
(
u
,
v
);

  
x
 
=
 
U
.*
(
1
-
(
U
.^
2
)
/
3
 
+
 
V
.^
2
)
/
3
;

  
y
 
=
 
-
V
.*
(
1
-
(
V
.^
2
)
/
3
 
+
 
U
.^
2
)
/
3
;

  
z
 
=
 
(
U
.^
2
-
V
.^
2
)
/
3
;

  
axis
(
"equal"
);

  
mesh
(
x
,
y
,
z
);

  
axis
 
off
;
 
% toglie gli assi

endfunction

```